# Yoraperla han
Yoraperla han is een steenvlieg uit de familie Peltoperlidae. De wetenschappelijke naam van de soort is voor het eerst geldig gepubliceerd in 1994 door Stark & Nelson.